# سطحية
سادت في الثقافة الغربية، على الأقل منذ زمن أفلاطون، الفكرة التي أسماها علماء النفس الاجتماعيون «مبدأ السطحية في مقابل معنى العمق»
وفي الآونة الأخيرة انتصرت فكرة السطحية على منافستها الفكرة الأكثر عمقًا، وامتدت نحو آفاق بعيدة لتقود بذلك المفهوم الحضاري في القرن الواحد والعشرين للتحدث عن «مقياس الضحالة...مقياس السطحية» في ثقافة ما بعد الحداثة.

## المخطط التاريخي
سعى سقراط لإقناع مجموعة من الأشخاص المحاورين له بالتخلي عن السطحية المتبناة في وجهة النظر العالمية والقائمة على قبول اتجاه الحياة المدروسة للفلسفة، التي تأسست (على الأقل بحسب وجهة نظر أفلاطون) على الأفكار الكامنة. ولأكثر من ألفي عام، أعقب الفكرة الأفلاطونية توجه نحو إضفاء قيمة عامة للفكر النقدي تفوق تلك القيمة المعطاة للموضوعية السطحية التي لا تتبنى فكرة التحليل العميق في دراستها للأمور. وقد يؤثر نمط الصالونات الأدبية التي تناقش القيم لفترة من الوقت على معنى السطحية، فضلًا عن الدور الذي تلعبه من حيث إمكانية معالجة القضايا الجادة بأسلوب مرح؛ غير أن الإجماع الغربي السائد يعترض بشدة على بعض الممارسات مثل الثرثرة اليومية أو التقلبات المتغيرة في الأزياء باعتبارها انحرافات سطحية عن الواقع الأعمق.

## التيارات المتعارضة في فترة الحداثة
على الجانب الآخر، افتتح العالِم فيدرخ نيتشه حقبة الحداثة بثناء ذاتي المعرفة لموضوع السطحية: «يكمن المطلوب في التوقف بشجاعة عن الالتفات إلى الأمور السطحية، والنظر إلى الغطاء والقشرة الخارجية، وأن نصبح عبيدي المظهر، والإيمان بالأشكال، والنغمات والكلمات الواردة في مكنون المظهر! تبدو السطحية جلية وظاهرة في تلك الأفكار الإغريقية – والتي تبعد كل البعد عن أي معنى عميق!».
ومع ذلك، كان أسلوب تفضيله (لا يزال متحدثًا من منطلق السخرية) لمبدأ السطحية طاغيًا في معظم فترة القرن العشرين من خلال تأييده الكامل لـ الحداثة وصولًا إلى نموذج العمق/السطحية، وتفضيل القديم على الحديث. وفي إطار ذلك أشار الناقد فريدريك جيمسون إلى أربع صيغ عصرية رئيسية للاعتقاد يمكن سردها كما يلي الواقعيةالأعمق - الماركسية، التحليل النفسي، والوجودية والسيمائية - ففي كلٍ من هذه الأشكال يمكن تفسير معنى الواقعية باعتبارها مخبأة خلف سطح أو واجهة زائفة. وقد فرّق جيمسون بشدة بين هذه النماذج في ظل افتقارها إلى معنى العمق وصحة الوقائع التاريخية مع التركيز على القشرة الخارجية والسطحية الكامنة في الوعي الظاهر في فترة ما بعد الحداثة، وبين الاتجاه الجديد نحو الاهتمام بالصورة والشكل.

## ما بعد الحداثة
في الثلث الأخير من القرن العشرين، بدأ ليوتارد بتحدي وجهة النظر الأفلاطونية المتمثلة في إظهار المعنى الحقيقي المتخفي خلف القشرة السطحية باعتبارها وجهة نظر عالمية مسرحية مركزًا بدلًا من ذلك على حقيقة أن المظاهر الشعورية لديها واقعها الخاص الذي تعيش فيه والتي يظهر تأثيرها بالضرورة على المظهر الشفوي للوضوح الخالص. وبالمثل، اتجه نهج التفكيكية إلى التراجع بشكل ملحوظ في التسلسل الهرمي العمق/السطح، مقترحًا بذلك نمطًا للسخرية تبلغ فيه السطحية درجة عمق العمق ذاته. وقد أثمر ذلك عن الدعوة إلى التخلي عن الفكرة المتمثلة في أنه خلف المظاهر يمكن العثور على أي حقيقة مطلقة؛ وبالتالي أدى ذلك إلى تزايد استبدال العمق بالسطح أو العديد من الأسطح في فترة ما بعد الحداثة.
وقد تم تنفيذ عملية الاستبدال هذه على قدم وساق في فترة تسعينيات القرن العشرين، عندما اشتهرت فكرة «السطح يعني العمق» بشكل كبير، وفي الألفية الجديدة أدى هذا المفهوم إلى الحالة التي تعرف باسم فرط الرؤى: بحيث يخضع كل شيء لرؤية خاصة. وفي هذه الحقبة الجديدة من التعرض لهذا المفهوم لقد انغمرنا جميعًا فيما أسماه المحلل النفسي مايكل بارسون «العالم الشامل الذي يتخلله رعب من معرفة أصل الشيء وحقيقته، في نفس الوقت يلزم أن يتم الكشف عن كل شيء».
إذا رحب أنصار فكر ما بعد الحداثة بالأسلوب الذي من خلاله يتيح التفوق الجديد للانفصام الحادث بين السطح/العمق إمكانية توفير تقدير أكبر للإمكانيات السطحية - الإدراك السطحي للوقت الحالي، في مقابل أعماق الأزمنة التاريخية - توصل بعض النقاد أمثال الناقد جيمس غراهام بالارد إلى أن النتيجة النهائية ستظهر في شكل عالم «ستسن فيه القوانين بدون فرض عقوبات، وتظهر فيه الأحداث دون معنى، وشمس بلا ظلال»: والنتيجة عالم من السطحية وبلا عمق. إنهم ينظرون إلى السطحية في فترة ما بعد الحداثة باعتبارها نتيجة ثانوية لـ الوعي الزائف الخاص بالرأسمالية العالمية، حيث تعمل الانحرافات والأخبار والترفيه السطحي على تشبع العقل المتصفح بمثل تلك الطريقة التي تستبعد احتمالية وجود أي بديل آخر ذي معنى غير تلك الأفكار الموجودة.

## العلاج
ربما من غير المثير للدهشة، ملاحظة تحدي كافة مجالات علم نفس الأعماق للفكر الظاهر ما بعد الحداثة والمتمثل في إضفاء قيمة على العمق تتفوق بها على السطح - حتى تهدف طبقًا لما ورد على لسان ديفيد كوبر إلى «إحداث تغيير من أعماق النفس صعودًا إلى سطح المظهر الاجتماعي للشخص». وقد تحتدم النقاشات الدائرة حول ما إذا كان ينبغي البدء بالتحليل من خلال النظر إلى الأمور السطحية أو من خلال تبني التفسيرات العميقة، غير أن هذا الجدل هو في الأساس مسألة توقيت. وهكذا على سبيل المثال قام مناصرو فكر كارل يونغ في المراحل الأولى من العلاج بالتركيز على ما أسموه مرحلة استعادة الشخصية باعتبارها محاولة للحفاظ على مبدأ السطحية، ولكن لاحقًا ما يدركون انتقال الشخص من الاتجاه السطحي إلى المشاعر وحالة الإبداع الأعمق.
وعلى النقيض من ذلك، تمسك فريتز بيرلز بالفكرة القائلة إن "البساطة الكامنة في نهج الجيشتالت تكمن في اتجاهنا نحو الاهتمام بما هو واضح، تلك السطحية الجلية. فنحن لا نتجه للخوض في المنطقة التي لا نعرف عنها شيئًا، تلك المنطقة التي يطلق عليها اسم "اللاوعي". وفي نفس الوقت تسبب التركيز المماثل على نهج السطحية في إثارة الكثير من حروب فرويد المتعلقة بـ الحداثة المتأخرة، والتي تضمنت حقيقة، وفقًا لما ورد على لسان جوناثان لير، أن "الهدف الحقيقي من الهجوم - والذي لم يكن سوى دريئة قام بها فرويد - يكمن في فكرة أن البشر دائمًا ما يكون لديهم دوافع لاواعية". نظرًا لضرورة الاختيار إما بتبني مبدأ السطحية أو العمق - يتساءل جوناثان "هل علينا النظر إلى البشر باعتبارهم يحملون أفكارًا عميقة، وطبقات من المعاني تقع تحت سطح فهمهم الخاص؟" "أم علينا أن ننظر إلى أنفسنا بشفافية أكبر لتجاهل التعقيد والعمق والظلمة الكامنة في الحياة البشرية " - فيتضح تحيز فترة ما الحداثة لتبني مبدأ السطحية.

## المعالجة الاجتماعية
يعتقد علم النفس الاجتماعي أنه في الحياة اليومية، يتغير اتجاه المعالجة الاجتماعية من السطحية، والتي نعتمد من خلالها على الانطباعات الأولى والأحكام الفورية، إلى الشكل الأعمق من المعالجة والتي نسعى من خلالها إلى فهم الشخص الآخر بشكل كامل. وفي السياق الطبيعي للحياة، غالبًا ما نأخذ انطباعاتنا من الشكل المميز لوجه الآخرين، ونستخدم الصور المثالية/الصور النمطية لتوجيه أنشطتنا اليومية؛ في حين قد تعتمد المؤسسات كذلك على توافق الآراء السطحية لـ لتفكير الجماعي لتجنب الاضطرار إلى إجراء استقصاء أعمق.
ومع ذلك، قد تحتم بعض الظروف ضرورة التحول من المعالجة السطحية إلى معالجة شاملة. وفي نفس الوقت، عندما تصبح الأمور جدية، عندها يجب علينا أن نتحرى الفكر الأعمق عند محاولتنا لفهم الأمور، تاركين الأحكام السطحية للحالات التي تكون فيها درجة المخاطر منخفضة، وليست مرتفعة.

## في الإعلام
- في كثير من الأحيان، يتوجه الفنان الكوميدي بيل هيكس بالنقد اللاذع لمعاني الاستهلاكية، والسطحية، والرداءة، والزيف الذي تبثه وسائل الإعلام والثقافة الشعبية، واصفًا إياها بأنها أدوات قمعية تخدم الطبقة الحاكمة؛ حيث يقصد منها «إبقاء الأشخاص في حالة من الغباء وعدم المبالاة.»[34]
- وغالبًا ما ينظر إلى ويب 2.0 بشكل خاص باعتباره أداة لتعزيز السطحية على وجه التحديد، لتحل بذلك محل التحليل الأعمق والمدرَك بالعقل، ويتم ذلك من خلال الرصد المزعج غير المرشح.[35]
- تمثل رواية بعد الكثير يأتي الصيف للروائي ألدوس هكسلي دراسته الخاصة التي تناول خلالها بحث الثقافة الأمريكية، وبخاصة ما رآه من صفات النرجسية، والسطحية وتسلط الشباب الطاغي على هذه الثقافة. وبالمثل، توصل سيغموند فرويد إلى حقيقة أنه في بداية القرن العشرين، كان يوجد تباين تقليدي بين العمق (التاريخي) لأوروبا والسطحية التي تتميز بها أمريكا؛[36] غير أنه بنهاية القرن، عاد فيلسوف أوربي آخر يُدعى جين باودريلارد، إلى صورة أمريكا باعتبارها صحراء سطحية ذات صبغة ثقافية، فقط على سبيل الإشادة بها مستخدمًا مصطلحات ما بعد الحداثة «لأنك نتاج كافة الأعماق الموجودة هناك - تلك الحيادية الرائعة والحيوية والسطحية».[37]
- لقد تم تحليل رواية كبرياء وتحامل من منطلق الانتقال من معنى السطحية الذي اعتمدت عليه إليزابيث بينيت عند تقييمها لشخصية ويكهام في بادئ الأمر - انطباعها الأول - إلى الإدراك الأعمق لقيمة السيد دارسي.[38]

## كتابات أخرى
- Anthony Elliott, Subject to Ourselves (1996)
- وليم هازلت، "On Depth and Superficiality" in Selected Essays of William Hazlitt (2004)
- Herbert Marcuse, One-Dimensional Man (1964)
- Remington Norman, Sense & Semblance: An Anatomy of Superficiality in Modern Society (2007). Founthill. ISBN 978-0-9555176-0-0
- Sir Richard Winn Livingstone, Superficiality in education (1957)